# Логичка конјункција
Логичка конјункција или логичко „и“ је једна од бинарних логичких операција чији је резултат „тачно“ само ако су оба операнда тачна, а у свим другим случајевима резултат је „нетачно“.

## Обиљежавање
Логичка конјункција као операција се обично назива логичким „и“, јер представља аналогију са говорним везником „и“. На примјер, ако се каже „Учићу математику ако будем одморан и ако будем имао времена“, то значи да ће се учење обавити само уколико се испуне оба услова — ако било који од услова буде нетачан или оба буду нетачна, учење се неће обавити.
У математичкој логици, логичка конјункција се означава симболом {\displaystyle \land }, па се конјункција елемената {\displaystyle p} и {\displaystyle q} обиљежава на сљедећи начин:
{\displaystyle p\land q}
Док се у електроници логичка конјункција обележава са \cdot, у програмирању се обележава са & или и. Неки програмски језици имају повезану контролну структуру, краткостројно и, које пишемо &&.

## Табела истинитости
Логичко „и“ се као операција најлакше и најпрактичније дефинише помоћу истинитосне таблице. Наиме, у таблици се дефинише резултат операције за све комбинације операнада. Пошто је операција бинарна (има само два операнда), а операнди су логичке вриједности (тачно или нетачно), истинитосна таблица је кратка и лако разумљива:
| p | q | p ∧ q |
| ⊤ | ⊤ | ⊤     |
| ⊤ | ⊥ | ⊥     |
| ⊥ | ⊤ | ⊥     |
| ⊥ | ⊥ | ⊥     |

Из таблице се лако види који је резултат операције за сваку могућу комбинацију параметара. На примјер, у трећој колони пише „ако је {\displaystyle p} нетачно а {\displaystyle q} тачно, онда је {\displaystyle p\land q} нетачно.“. У тзв. сабијеном облику ова истинитосна таблица изгледа на сљедећи начин:
| ∧ | ⊤ | ⊥ |
| ⊤ | ⊤ | ⊥ |
| ⊥ | ⊥ | ⊥ |

## Особине
Операција конјункције има сљедеће математичке особине:
1. Резултат је исти без обзира да ли конјугујемо {\displaystyle a} са {\displaystyle b} или {\displaystyle b} са {\displaystyle a}, тј. није битан распоред операнада:
{\displaystyle \forall p,q,p\land q=q\land p} (комутативност)
2. Ако имамо више елемената које конјугујемо, резултат је исти без обзира на редослијед извршавања конјугације. Другим ријечима, није битно да ли прво конјугујемо први са другим, а онда резултат са трећим, или прво нпр. други са трећим, па резултат са првим:
{\displaystyle \forall p,q,r,(p\land q)\land r=p\land (q\land r)} (асоцијативност)
3. Ако се један елемент {\displaystyle p} конјугује са неким сложеним елементом који представља дисјункцију других елемената, тада се елемент {\displaystyle p} може прво конјуговати са сваким од њих посебно, а онда над та два резултата извршити дисјункцију. Иста ситуација важи и ако је сложени операнд конјункција. Другим ријечима, важе сљедеће формуле:
{\displaystyle \forall p,q,r,p\land (q\lor r)=(p\land q)\lor (p\land r)} (лијева дистрибутивност по дисјункцији)
{\displaystyle \forall p,q,r,p\land (q\land r)=(p\land q)\land (p\land r)} (лијева дистрибутивност по конјункцији)
{\displaystyle \forall p,q,r,(q\lor r)\land p=(q\land p)\lor (r\land p)} (десна дистрибутивност по дисјункцији)
{\displaystyle \forall p,q,r,(q\land r)\land p=(q\land p)\land (r\land p)} (десна дистрибутивност по конјункцији)
4. Било који елемент, кад се конјугује са самим собом, даје вриједност коју има и сам:
{\displaystyle \forall p,p\land p=p} (идемпотенција)
5. На крају, логичка конјугација је и монотона функција у односу на релацију логичке импликације:
{\displaystyle \forall p,q,r,(p\Rightarrow q)\Rightarrow ((p\land r)\Rightarrow (q\land r))}

## Рачунарство

### Програмирање
Конјункција се у програмирању користи као оператор који учествује у формирању сложених услова који морају бити задовољени да би се одређена радња обавила (гранање) или понављала (петља). На примјер, може се написати „ако је број прост И ако је већи од 10, испиши га на екран“. У различитим програмским језицима се користе различите ознаке за конјугацију, па се нпр. у програмском језику C користи ознака &&, у Паскалу енглеска ријеч AND (што на српском значи „и“), итд. Слиједи програмски код за споменути примјер, под претпоставком да је дефинисана функција prost:
```
if
 
(
prost
(
b
)
 
&&
 
b
 
>
 
10
)
 
/* „ако је број прост И ако је већи од 10“ */

    
printf
(
"%d
\n
"
,
 
b
 
);
   
/* „одштампај га на екран“ */

```

Поред тога, конјугација се користи и у раду са битовима који граде меморијске локације; бит са вриједношћу 1 се посматра као логичка вриједност „тачно“ (⊤) а бит са вриједношћу 0 се посматра као логичка вриједност „нетачно“ (⊥), а резултат операције је број који је сачињен од битова који представљају резултате конјугације свих одговарајућих битова операнада. Тада се у C-у користи оператор &, а иако у стандардном Паскалу не постоји овај оператор, разна проширења га дефинишу и означавају исто као и обични оператор AND. Тако, ако имамо бројеве p = 45 и q = 56, резултат њихове бинарне конјугације је сљедећи:
{\displaystyle {\begin{alignedat}{2}p=45=&00101101\\q=56=&00111000\land \\&00101000=40\end{alignedat}}}

### Базе података
У базама података, конјункција се често користи као оператор који учествује у грађењу израза који одређује податке на које се одређена наредба односи. Тако, ако желимо да обришемо неваљане податке који су старији од 7 дана, имаћемо услов „да су неваљани И да су старији од 7 дана“. С обзиром да већина данашњих база података ради по SQL стандарду, оператор конјугације се углавном обиљежава енглеском ријечју AND.

## Поријекло ријечи
Ријеч „конјункција“ је настала од латинске ријечи „coniunctio, coniunctionis, f.“, што значи „спој“, „уједињење“ (као што у српском језику везник „и“ саставља — „елемент и елемент“). Битно је примијетити да се у српском језику слова „н“ и „ј“ нису спојила у „њ“, па је неправилно рећи и написати „конјункција“.